# ヴェルニゲローデ
ヴェルニゲローデ (Wernigerode) は、ドイツのザクセン＝アンハルト州ハルツ郡にある都市。ハルツ山地の麓に位置している。人口は約32,000人。

## 概要

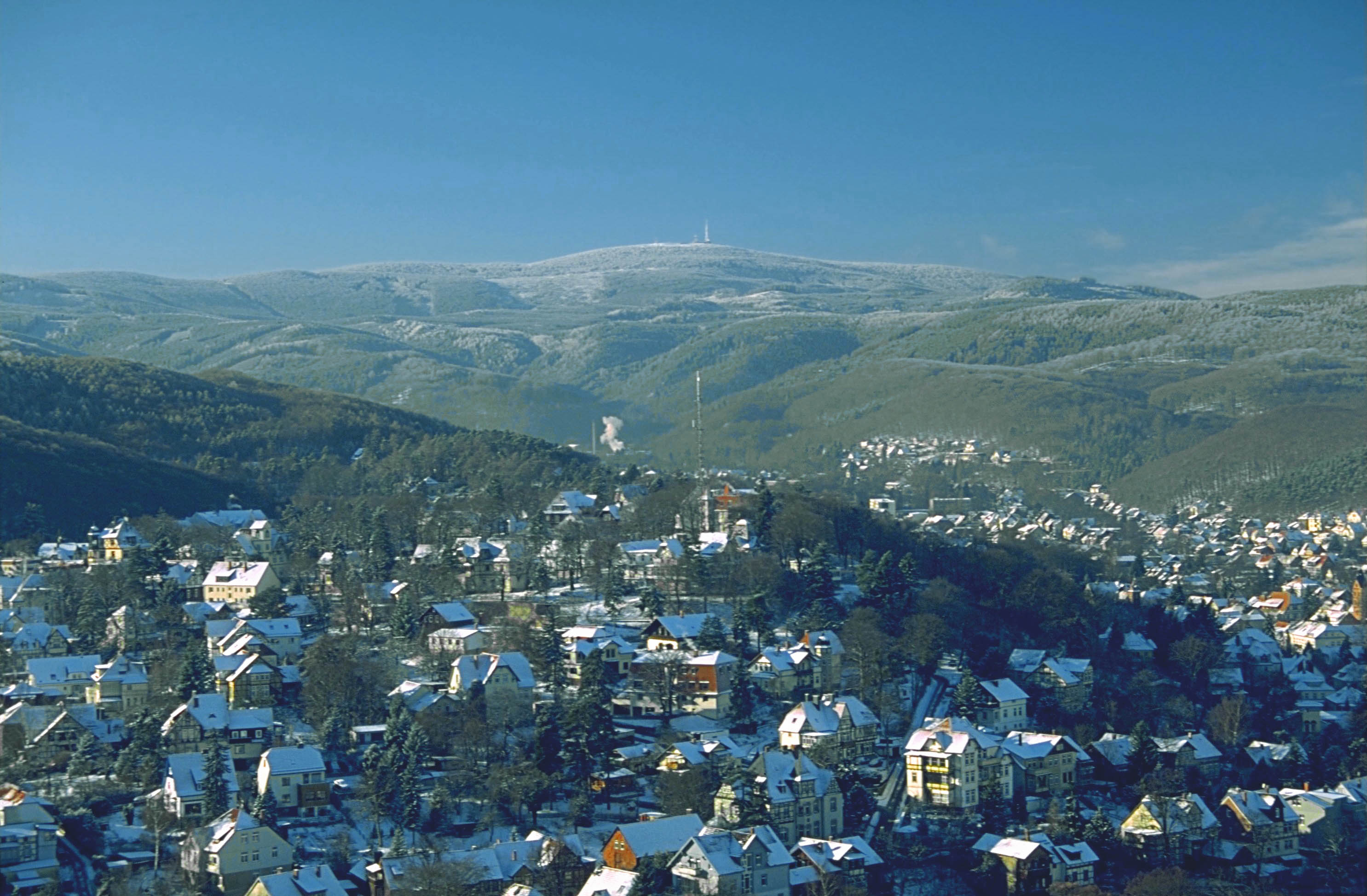
ヴェルニゲローデ城から町を望む。後方はブロッケン山

東ドイツ期にはマクデブルク県に属していたが、1990年のドイツ再統一後、新設のザクセン＝アンハルト州の一都市となった。長くヴェルニゲローデ郡の郡庁所在地であったが、2007年の郡の再編でハルツ郡に属することとなった。

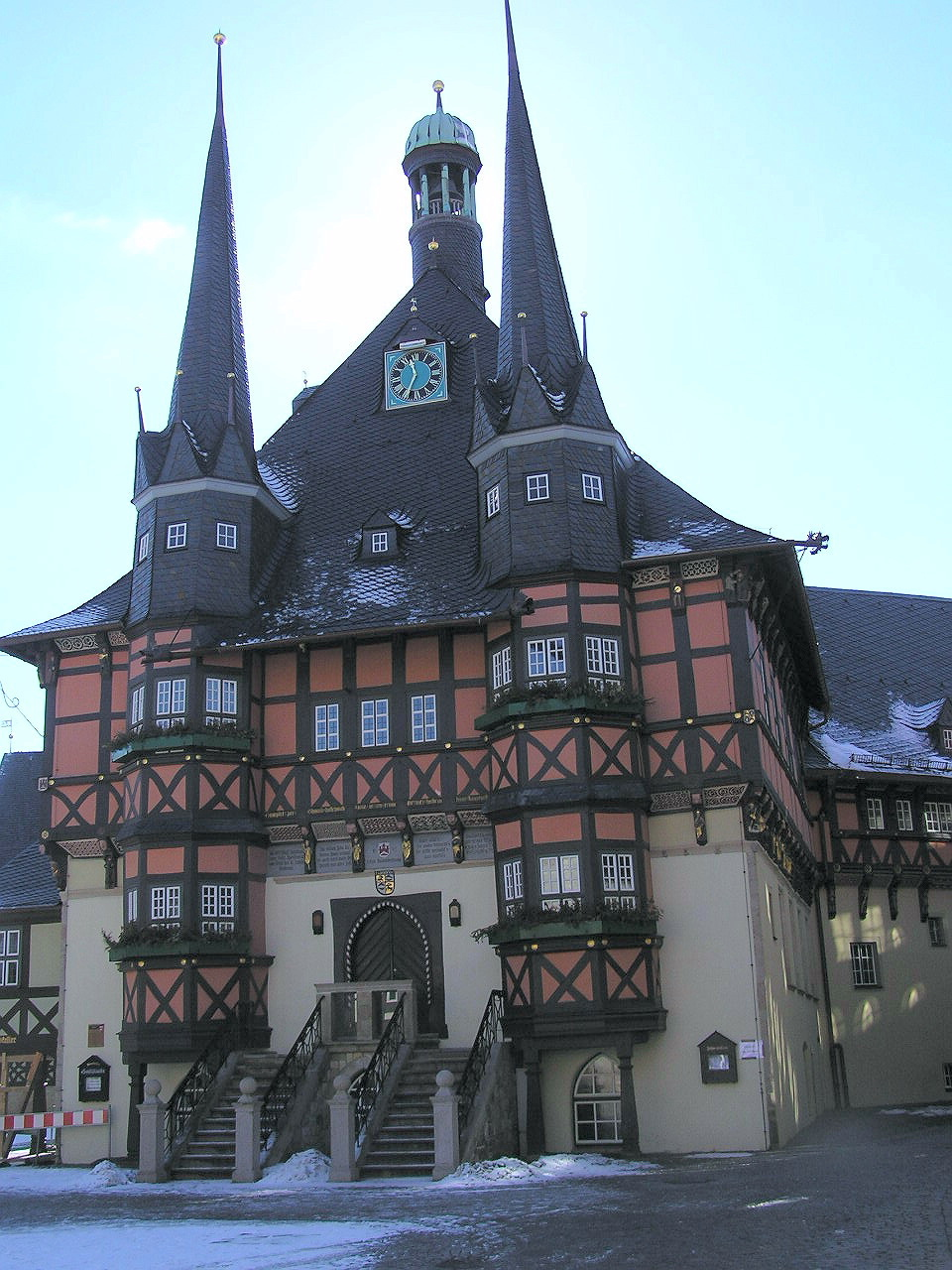
町庁舎

木組みの家が並ぶ町の中で、特にマルクト広場に面した町庁舎はランドマークとなっている。2本の尖塔を持つ庁舎が最初に建築されたのは1492から1497年だが1543年に火災によって消失し、その後建て直されたものが現存する庁舎である。

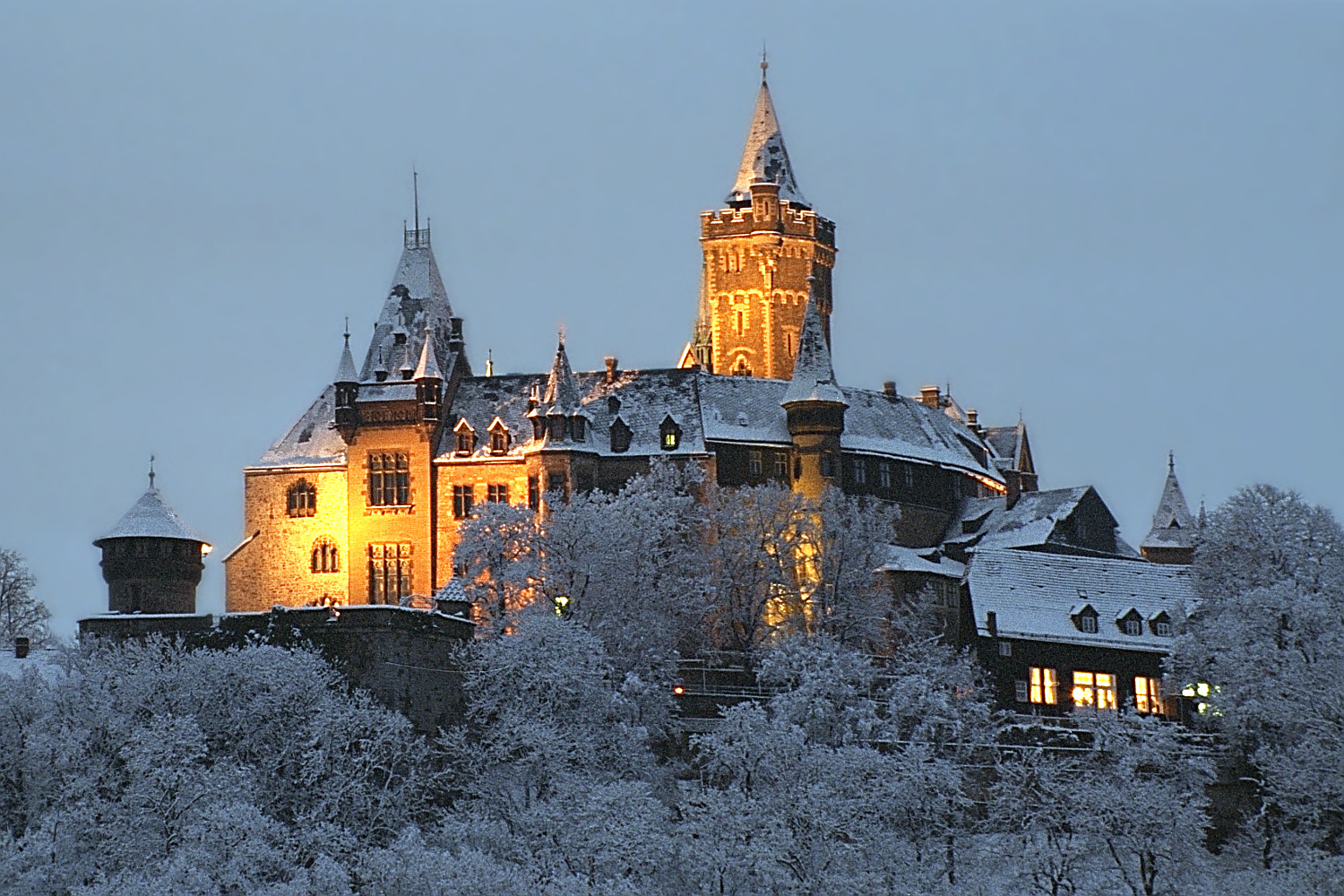
ヴェルニゲローデ城

郊外の丘の上に立つヴェルニゲローデ城は、当初12世紀に築城されたもので、増改築が繰り返されてきており、現在の建物は1862年 - 1893年に建て直されたものである。
また、ハルツ狭軌鉄道(en)の駅がDBのヴェルニゲローデ駅に隣接しており、ブロッケン山への蒸気機関車による登山鉄道として国内外から多くの観光客を集める。

## 姉妹都市
- カルピ（イタリア）1964年
- チスナディエ（ルーマニア）2002年
- ノイシュタット・アン・デア・ヴァインシュトラーセ（ドイツ、ラインラント＝プファルツ州）1998年

## 出身有名人
- ニルス・ペーターゼン - プロサッカー選手
- ギド・フルスト - 自転車競技選手

## 引用
1. ↑  Statistisches Landesamt Sachsen-Anhalt, Bevölkerung der Gemeinden – Stand: 31. Dezember 2023